# Johannes Herrmann (Theologe)
Johannes Gerhard Gustav Herrmann  (* 7. Dezember 1880 in Nossen; † 6. Februar 1960 in Münster) war ein deutscher evangelischer Theologe und Alttestamentler.

## Leben
Johannes Herrmann studierte von 1901 bis 1905 evangelische Theologie in Leipzig, wo er ein Schüler Rudolf Kittels war. Nach dem Studium wurde er 1905 zunächst Inspektor des Evangelischen Theologenheims in Wien. Von 1907 bis 1909 war Herrmann Privatdozent an der Universität Wien, von 1909 bis 1910 an der Albertus-Universität Königsberg. In Breslau wurde er 1910 Titularprofessor sowie 1911 Ehrenmitglied des dortigen Wingolfs. Von 1913 bis 1922 war er ordentlicher Professor an der Universität Rostock. Dort nahm er 1915 bis 1916 und nochmals 1919 das Amt des Dekans wahr. Schließlich wirkte er von 1922 bis zu seiner Emeritierung 1949 als ordentlicher Professor für Altes Testament und Hebräische Philologie an der Westfälischen Wilhelms-Universität, deren Rektor er von 1931 bis 1932 war.

## Werke
- Die Idee der Sühne im Alten Testament, Leipzig 1906.
- Zur Analyse des Buches Ezechiel, Leipzig 1907.
- Ezechielstudien, Leipzig 1908.
- Die soziale Predigt der Propheten, Berlin 1911.
- Unpunktierte Texte aus dem Alten Testament, Leipzig 1913.
- mit Friedrich Baumgärtel: Beiträge zur Entstehungsgeschichte der Septuaginta, Berlin 1923.
- Hebräisches Wörterbuch zu den Psalmen, Berlin 1924.
- Ezechiel, Leipzig 1924.
- Der alttestamentliche Urgrund des Vaterunsers, in: Festschrift für Otto Procksch. - 1934.
- Die Universität Münster in Geschichte und Gegenwart, Münster 1947.
- Von der Bibel Jesu zur Deutschen Bibel, Stuttgart 1953.